# هایلی (آیداهو)
هایلی (به انگلیسی: Hailey) شهری در شهرستان بلین ایالت آیداهو است که جمعیت آن در سرشماری سال ۲۰۱۰ میلادی ۷٬۹۶۰ نفر بوده است.

## موقعیت جغرافیایی
موقعیت جغرافیایی شهرها و مناطق اطراف به شرح زیر است: